# Helga Lekamens gränd

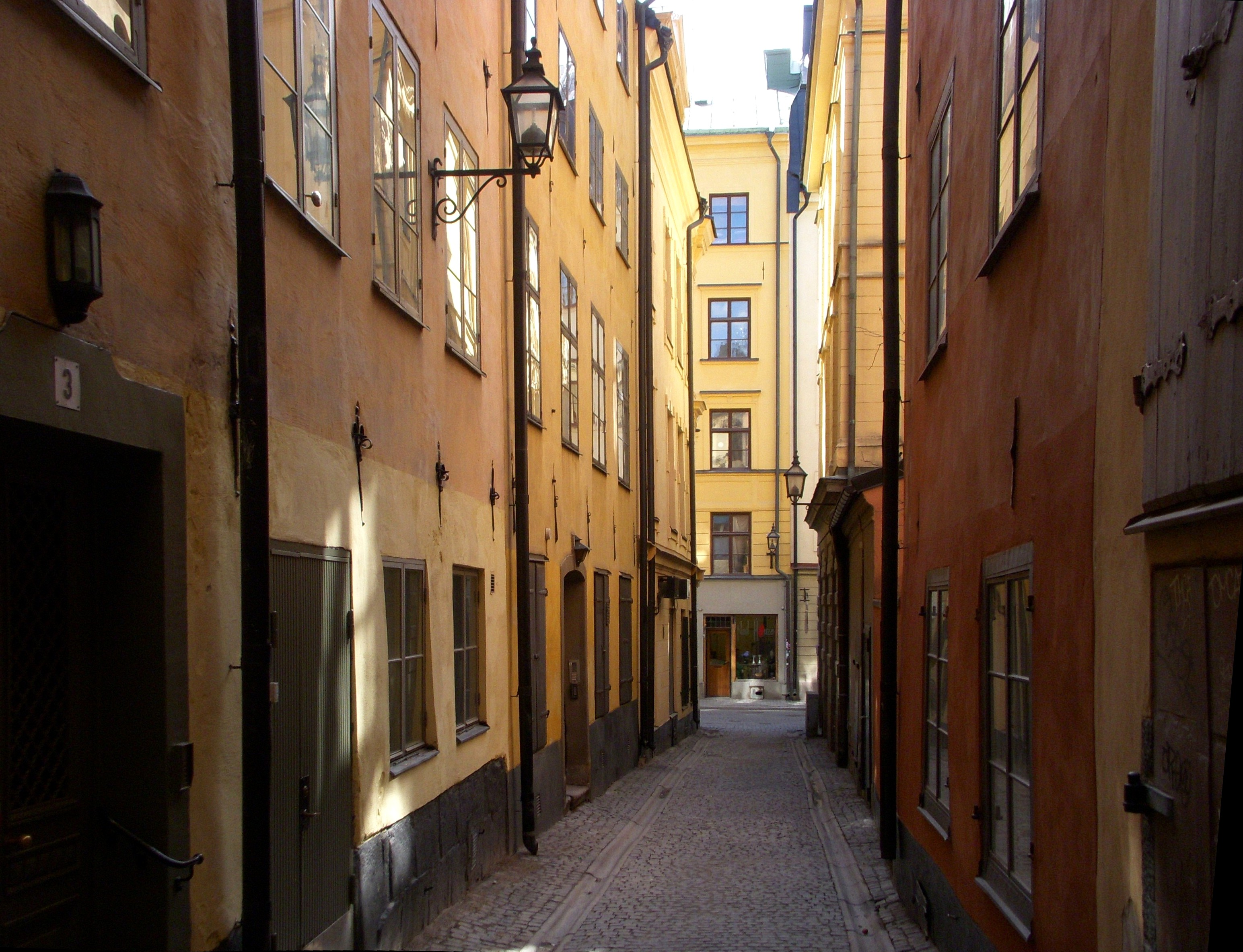
Helga Lekamens gränd mot Stora Nygatan.

Helga Lekamens gränd är en gränd som går mellan Västerlånggatan och Stora Nygatan i Gamla stan, Stockholm. 
Det äldsta dokumenterade namnet är Helge lycama grendh (1505). Gränden var känd redan på 1300-talet och fick sitt namn efter Helga lekamens gille (jmf. kristi lekamen). Detta gille var på medeltiden det största och mesta omtalade i Stockholm. Gillets uppgift var bland annat att bedriva hjälpverksamhet. Helga lekamens gille upphörde under reformationen; Gustav Vasa övertog dess fasta egendom 1527..  På 1600-talet kallades gränden bland annat Lekamegränden och på 1700-talet uppstår namnet Lilla Gråmunkegränd (1722). 1922 föreslog namnberedningen att återinföra det gamla namnet för att undvika förväxlingar med Stora Gråmunkegränd.